# Live at the Jamaican Music Festival MoBay '82
 (novembre 2023).
Si vous disposez d'ouvrages ou d'articles de référence ou si vous connaissez des sites web de qualité traitant du thème abordé ici, merci de compléter l'article en donnant les références utiles à sa vérifiabilité et en les liant à la section « Notes et références ».
Albums par
Live at the Jamaican Music Festival MoBay ’82 est un album live de Peter Tosh édité en 2002.

## Liste des chansons
1. Intro/Stepping Razor  6:00
2. Speech  3:13
3. African  5:01
4. Coming in Hot  4:19
5. Not Gonna Give It Up  5:52
6. Don't Look Back  5:43
7. Rastafari Is  10:48
8. I'm the Toughest  5:18
9. Bush Doctor  6:09
10. Speech  17:30
11. Get Up, Stand Up  7:54